# Imru l-Qays (Lakhmide)
Imruʾ l-Qays (... – 328) è stato nel IV secolo d.C. il figlio del fondatore della città di al-Hīra, la capitale del regno dei Lakhmidi (attuale Iraq).

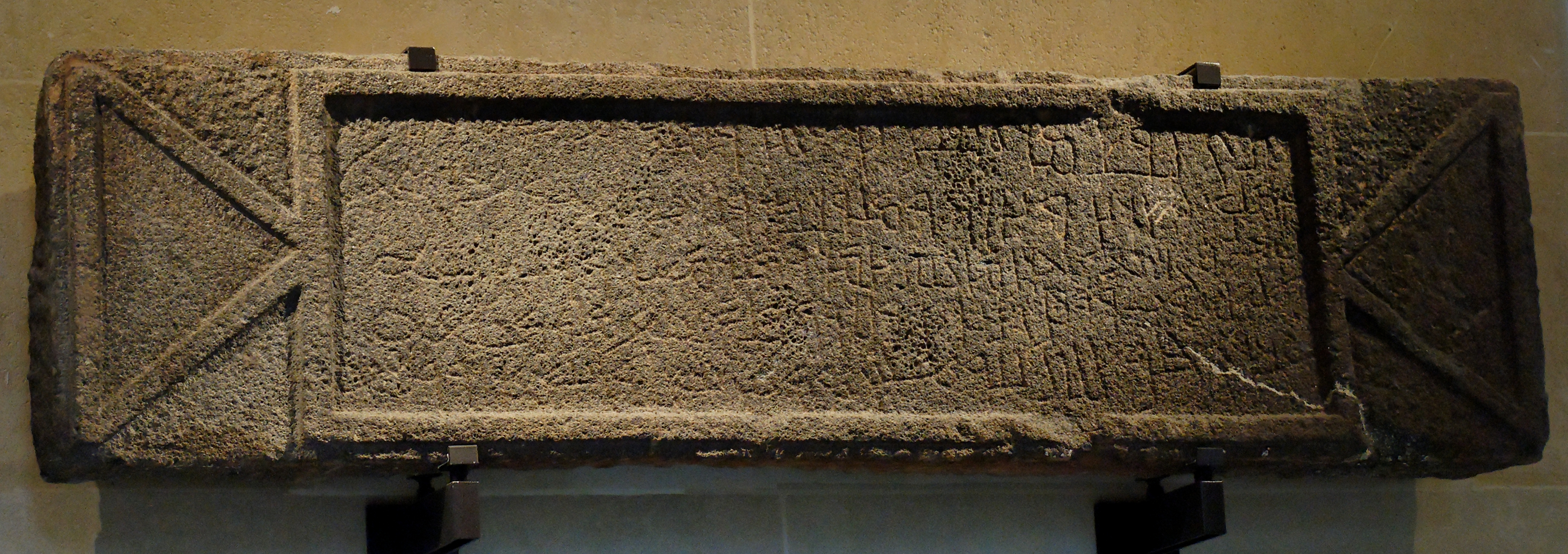
Epitaffio in lingua aramaica di Imru l-Qays (328 d.C.) conservato al Louvre di Parigi.

La sua qualifica di "re di tutti gli Arabi" ci è stata tramandata da una stele rinvenuta nella località di al-Namāra (Penisola araba settentrionale), il cui principale interesse è peraltro costituito dalla forma proto-araba della scrittura impiegata.
Secondo la tradizione Imruʾ l-Qays richiese e ottenne l'alleanza coi romani e col loro imperatore Costante I ma, non essendo riuscito a tradurre in realtà l'aiuto promesso dal figlio di Costantino I, Imruʾ l-Qays fu costretto ad andare ramingo tra il Bahrayn e la Siria, morendo infine in quest'ultimo paese nel 328, senza poter recuperare il trono perduto e aprendo in tal modo il primo interregno della storia lakhmide.